# Kingsland (Arkansas)
Kingsland – miasto w Stanach Zjednoczonych, w stanie Arkansas, w hrabstwie Cleveland.